# Зуюнай
Зуюнай (лит. Zujūnai) — деревня в Вильнюсском районном самоуправлении. Граничит с районами Вильнюса Пашилайчяй, Юстинишкес и Пилайте, находится в 8 км к северо-западу от центра Вильнюса. Центр староства площадью в 6 300 га, на территории которого располагается 45 деревень и проживание декларирует 7100 жителей (реально проживающих в старостве может быть до 9 тысяч).

## Инфраструктура

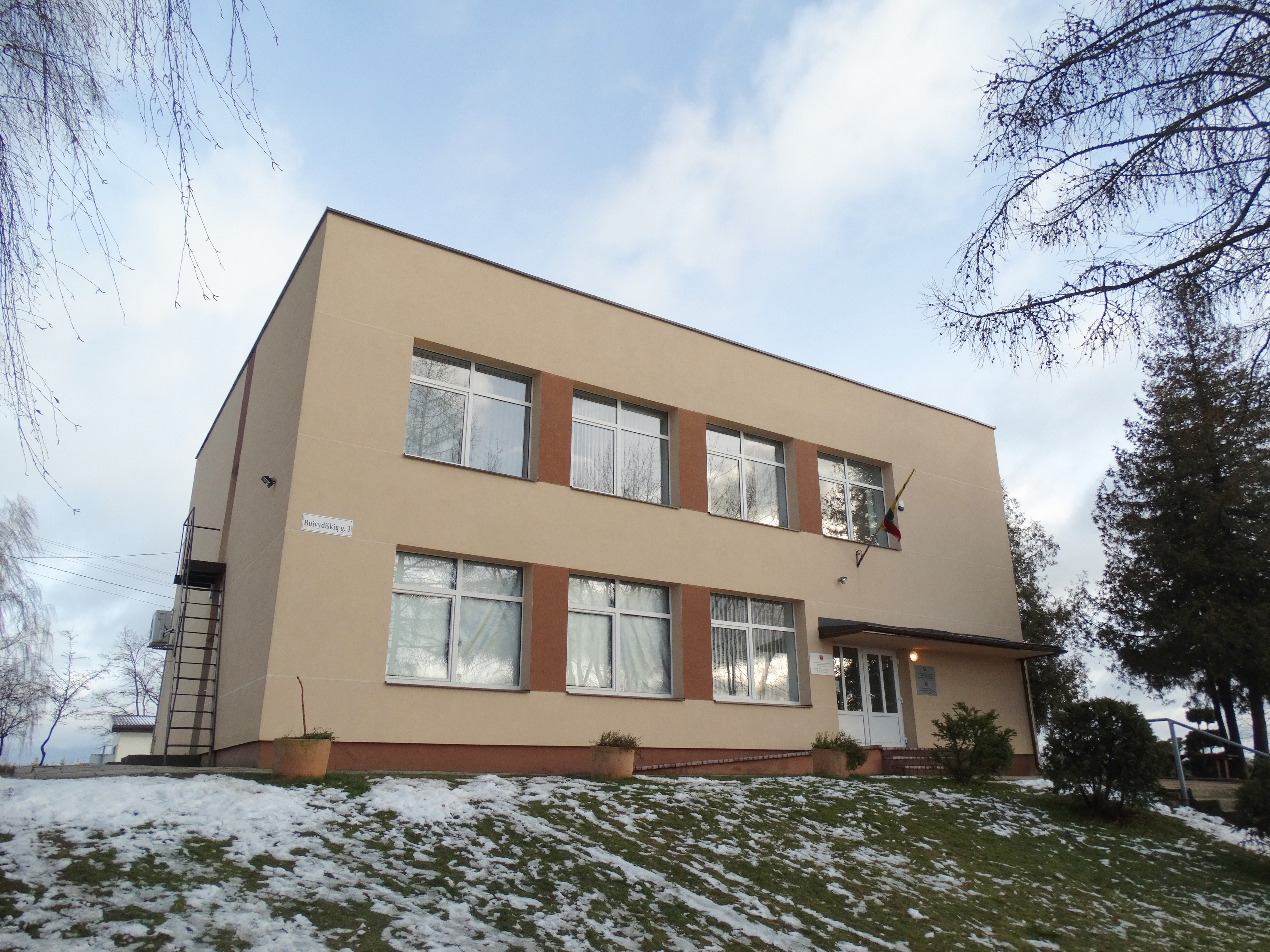
Староство

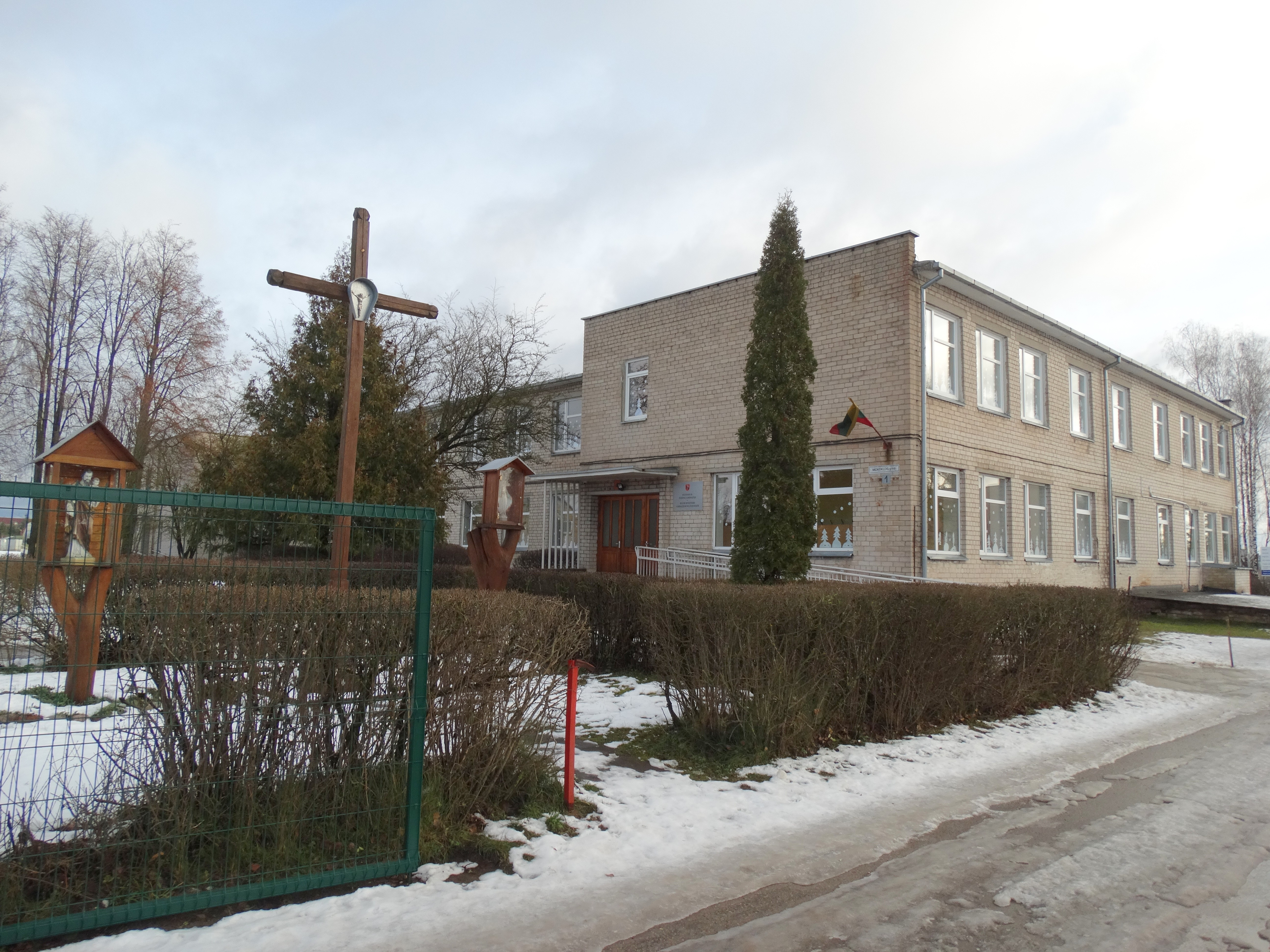
Гимназия

Южная часть деревни присоединена к Вильнюсу. В деревне имеются почтовое отделение, гимназия (ранее средняя школа; в 1968—1999 годах начальная школа; языки преподавания литовский и польский), библиотека — основанный в 1972 году филиал Центральной библиотеки Вильнюсского района. Работают типография „Spaudos kontūrai“ и мастерские по производству литовских народных инструментов.

## Население
В 1959 году было 192 жителя, в 1970 году насчитывалось 430 человек, по переписи 1979 года в деревне проживало 673 жителя, в 1989 году население составляло 932 жителя, в 2001 году было 1457 человек, в 2011 году — 1660 жителей.